# Саятон
Саятон (ісп. Sayatón) — муніципалітет в Іспанії, у складі автономної спільноти Кастилія-Ла-Манча, у провінції Гвадалахара. Населення — 111 осіб (2010).
Муніципалітет розташований на відстані близько 70 км на схід від Мадрида, 39 км на південний схід від Гвадалахари.
На території муніципалітету розташовані такі населені пункти: (дані про населення за 2010 рік)
- Ангікс: 4 особи
- Саятон: 107 осіб
- Сальто-де-Боларке: 0 осіб

## Демографія
Динаміка населення (INE ):

## Галерея зображень

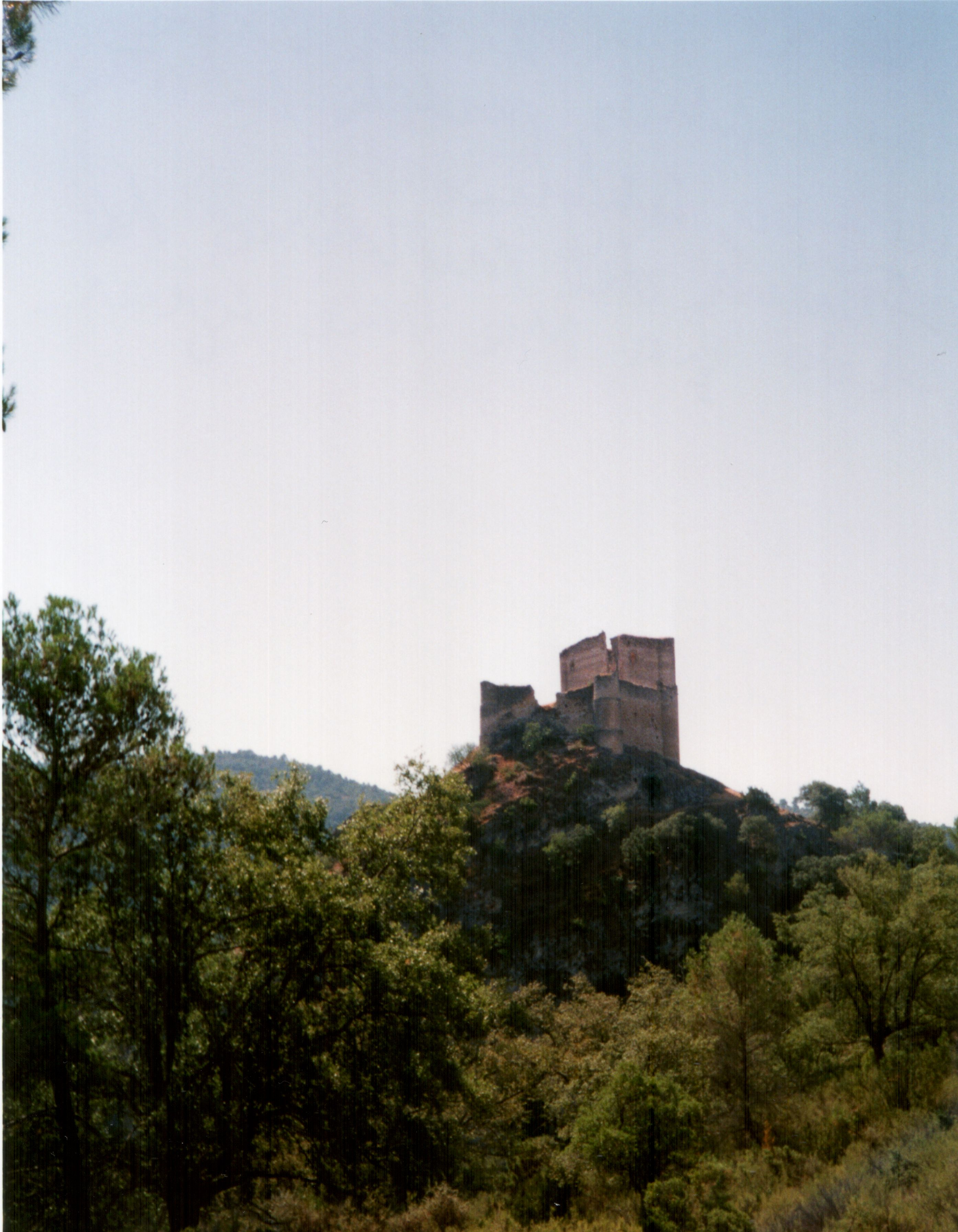
Замок Ангікс